# Виноваты звёзды (фильм)
«Виноваты звёзды» (англ. The Fault in Our Stars) — американский художественный фильм в жанре мелодрамы режиссёра Джоша Буна, экранизация одноимённого романа американского писателя Джона Грина. Выход фильма в США состоялся 16 мая 2014 года.

## Сюжет
Хейзел Грейс Ланкастер больна раком щитовидной железы с метастазами в лёгких, который у неё обнаружили ещё в 13 лет.  Несмотря на то, что сейчас болезнь отступила и пока не прогрессирует, девушка не чувствует себя счастливой. Ей не помогает даже группа поддержки, и она посещает её только  чтобы не тревожить своих родителей, так как понимает, что им тоже тяжело. На одной из встреч группы поддержки Хейзел  знакомится с парнем Огастусом Уотерсом, у которого полтора года назад обнаружили остеосаркому, из-за чего ему пришлось ампутировать ногу и поставить  протез. Как и у Хейзел, у Огастуса рак отступил. Поначалу девушка старается вести себя  с парнем сдержанно, просто как с другом, хоть и понимает, что сразу приглянулась ему (да и он тоже начинает нравиться ей), но со временем всё  же влюбляется в него. Обстоятельства складываются так, что Огастус и Хейзел едут в Амстердам на встречу с писателем Питером ван Хутеном, автором любимого романа девушки, который по её совету  прочитал и Огастус (да и сама Хейзел давно хотела встретиться с ним). Встреча с писателем  производит не самое приятное впечатление, но это не мешает влюблённым провести прекрасные дни в Амстердаме. Перед возвращением домой Огастус, оставшись с Хейзел наедине, признаётся, что его рак вернулся, о чём он узнал ещё перед тем как Хейзел попала в больницу с очередным приступом. После возвращения домой самочувствие парня начинает ухудшаться, и, понимая, что жить ему осталось недолго, он  проводит репетицию своих похорон, в которой принимают участие Хейзел и их общий друг Айзек, лишившийся из-за рака зрения. Вскоре Огастус умирает.  На его похороны прибывает Питер ван Хутен и отдаёт Хейзел письмо, однако  Хейзел, подавленная смертью Огастуса и всё ещё обиженная на ван Хутена, не хочет даже слушать писателя. Но, узнав, что письмо  оставил ей перед смертью Огастус, она всё же прочитывает его.

## В ролях
| Актёр          | Роль                   |
| -------------- | ---------------------- |
| Шейлин Вудли   | Хейзел Грейс Ланкастер |
| Энсел Эльгорт  | Огастус Уотерс         |
| Нэт Вулфф      | Айзек                  |
| Лора Дерн      | мама Хейзел            |
| Сэм Траммелл   | папа Хейзел            |
| Уиллем Дефо    | Питер Ван Хутен        |
| Лотта Вербек   | Лидевей                |
| Ана Дела Крус  | Доктор Мария           |
| Дэвид Уэйлен   | отец Гаса              |
| Миа Гович      | мать Гаса              |
| Эмили Пичи     | Моника                 |
| Эмили Бах      | мать Моники            |
| Майк Бирбиглия | Патрик                 |
| Кэрол Уэйерс   | Анна Франк (голос)     |

## Критика
Фильм получил в основном положительные отзывы. На сайте Rotten Tomatoes фильм имеет рейтинг 81 % на основе 226 рецензий. На Metacritic рейтинг составляет 69 баллов из 100 на основе 45 рецензий, что указывает на «в целом положительные отзывы». На CinemaScore фильму выставлена оценка «A» по шкале от «A+» до «F». Энтони Скотт из The New York Times сказал: «Фильм призван заставить вас плакать — не просто всхлипывать или немного задыхаться, но рыдать до тех пор, пока у вас не потечет нос, а лицо не покроется пятнами. И ему это удается».